# Ginástica artística nos Jogos Olímpicos de Verão de 2020 - Barras assimétricas
A competição de barras assimétricas feminino da ginástica artística nos Jogos Olímpicos de Verão de 2020 ocorreu em 25 de julho e 1 de agosto de 2021 no Centro de Ginástica de Ariake, em Tóquio. Um total de 88 ginastas de 44 Comitês Olímpicos Nacionais (CON) participaram do evento após realizarem o exercício na qualificatória.
Nina Derwael, da Bélgica, venceu a competição e ganhou a primeira medalha olímpica da Bélgica na ginástica artística feminina. Anastasia Ilyankova, do ROC ganhou a prata, sua primeira medalha olímpica. Sunisa Lee, dos Estados Unidos, ficou com o bronze, sua terceira medalha em Tóquio 2020.

## Qualificação
Cada Comitê Olímpico Nacional (CON) poderia inscrever até seis ginastas: uma equipe de quatro e mais duas especialistas. As 12 equipes que se classificaram preencheram 48 vagas também para as competições individuais, sendo as três primeiras equipes do Campeonato Mundial de 2018 (Estados Unidos, Rússia e China) e as nove primeiras equipes (excluindo as já qualificadas) do Campeonato Mundial de 2019 (França, Canadá, Países Baixos, Grã-Bretanha, Itália, Alemanha, Bélgica, Japão e Espanha).
As vagas restantes foram atribuídas individualmente. Cada ginasta poderia ganhar apenas uma vaga, sendo alguns dos eventos individuais abertos a ginastas de CONs com equipes qualificadas, enquanto outros não. Essas vagas foram preenchidas por meio de diversos critérios baseados no Campeonato Mundial de 2019, nas séries da Copa do Mundo, campeonatos continentais, país sede e convite da Comissão Tripartite. A pandemia COVID-19 atrasou muitos dos eventos de qualificação para a ginástica. Os Campeonatos Mundiais de 2018 e 2019 foram concluídos no prazo, mas muitos dos eventos da série da Copa do Mundo foram adiados para 2021.
Cada uma das ginastas participantes são elegíveis para a competição de barras assimétricas, mas nem todas tentaram se classificar para a final na qualificatória (88 obtiveram pontuação no total).

## Formato
As oito primeiras classificadas na fase qualificatória (com limite de duas por CON) avançaram para a final do aparelho. As finalistas realizaram um exercício adicional. As pontuações da qualificatória não são consideradas, contando apenas as pontuações da final.

## Calendário
Horário local (UTC+9)
| Data        | Horário | Rodada         | Subdivisão   |
| ----------- | ------- | -------------- | ------------ |
| 25 de julho | 10:00   | Qualificatória | Subdivisão 1 |
| 25 de julho | 11:50   | Qualificatória | Subdivisão 2 |
| 25 de julho | 15:10   | Qualificatória | Subdivisão 3 |
| 25 de julho | 17:05   | Qualificatória | Subdivisão 4 |
| 25 de julho | 20:20   | Qualificatória | Subdivisão 5 |
| 1 de agosto | 19:30   | Final          | Final        |

## Medalhistas
| Ouro   | BEL Nina Derwael        |
| Prata  | ROC Anastasia Ilyankova |
| Bronze | USA Sunisa Lee          |

## Resultados

### Qualificatória
As oito melhores ginastas na qualificatória se classificaram para a final. Como apenas duas ginastas por CON poderiam avançar, caso algumas delas estivessem entre as oito primeiras não estariam elegíveis para a final, com a vaga indo para a próxima ginasta na classificação.
| Pos. | Ginasta                         | Nota D | Nota E | Pen. | Total  | Notas |
| ---- | ------------------------------- | ------ | ------ | ---- | ------ | ----- |
| 1    | BEL Nina Derwael                | 6.7    | 8.666  |      | 15.366 | Q     |
| 2    | USA Sunisa Lee                  | 6.6    | 8.600  |      | 15.200 | Q     |
| 3    | ROC Anastasia Ilyankova         | 6.4    | 8.566  |      | 14.966 | Q     |
| 4    | ROC Angelina Melnikova          | 6.3    | 8.633  |      | 14.933 | Q     |
| 5    | ROC Vladislava Urazova          | 6.3    | 8.566  |      | 14.866 |       |
| 6    | ROC Viktoria Listunova          | 6.4    | 8.366  |      | 14.766 |       |
| 7    | CHN Lu Yufei                    | 6.2    | 8.500  |      | 14.700 | Q     |
| 7    | GER Elisabeth Seitz             | 6.2    | 8.500  |      | 14.700 | Q     |
| 9    | CHN Fan Yilin                   | 6.3    | 8.300  |      | 14.600 | Q     |
| 10   | USA Simone Biles                | 6.2    | 8.366  |      | 14.566 | QD    |
| 11   | FRA Mélanie de Jesus dos Santos | 6.4    | 8.166  |      | 14.566 | R1D   |
| 12   | SWE Jonna Adlerteg              | 6.3    | 8.233  |      | 14.533 | R2    |
| 13   | CHN Tang Xijing                 | 6.0    | 8.433  |      | 14.433 |       |
| 14   | HUN Zsófia Kovács               | 6.3    | 8.133  |      | 14.433 | R3    |

Mudanças antes da final
- DClassificada na última vaga, Simone Biles desistiu por motivos de saúde mental e foi substituída pela primeira reserva, Mélanie de Jesus dos Santos.[9]

### Final
A final foi disputada em 1 de agosto de 2021, com as classificadas realizando um exercício para a pontuação final.
| Pos.              | Ginasta                         | Nota D | Nota E | Pen. | Total  |
| ----------------- | ------------------------------- | ------ | ------ | ---- | ------ |
| Medalha de ouro   | BEL Nina Derwael                | 6.7    | 8.500  |      | 15.200 |
| Medalha de prata  | ROC Anastasia Ilyankova         | 6.3    | 8.533  |      | 14.833 |
| Medalha de bronze | USA Sunisa Lee                  | 6.2    | 8.300  |      | 14.500 |
| 4                 | CHN Lu Yufei                    | 6.0    | 8.400  |      | 14.400 |
| 5                 | GER Elisabeth Seitz             | 6.2    | 8.200  |      | 14.400 |
| 6                 | FRA Mélanie de Jesus dos Santos | 6.1    | 7.933  |      | 14.033 |
| 7                 | CHN Fan Yilin                   | 6.4    | 7.500  |      | 13.900 |
| 8                 | ROC Angelina Melnikova          | 5.9    | 7.166  |      | 13.066 |

Lu e Seitz terminaram com pontuações idênticas de 14.400. De acordo com o procedimento de desempate da FIG, Lu conquistou a colocação mais alta devido a sua maior nota-E (8.400 a 8.200).